# Zhong Ding
Zhong Ding (kineski 仲丁), rođen kao Zi Zhuang (子庄), bio je kralj Kine u drevno doba, tijekom dinastije Shang.
Njegov je otac bio kralj Tai Wu (太戊).
Zhong Ding je učinio grad Ao svojom prijestolnicom. Vladao je 9 ili 11 godina te je napao okolne barbare. Naslijedio ga je brat, Wai Ren.
Prema natpisima na kostima za vračanje, Zhong je zapravo naslijedio svoga strica Yonga Jija.